# غوشناطية شجرانية
غوشناطية شجرانية (الاسم العلمي:Gochnatia arborescens) هي نوع من النباتات تتبع جنس الغوشناطية من الفصيلة النجمية.